# 齐盖墓
齐盖墓，位于中国河北省保定市南庄镇，为保定市蠡县的一个省级文物保护单位，类型为古墓葬，公布时间为2001年2月7日。
齐盖墓的历史年代为西汉。